# 中島拓人
中島 拓人（なかじま たくと、男性、1997年7月26日 -）は、日本の俳優・歌手。東京都出身。A型。ジュノン・スーパーボーイ・アナザーズのチームカデットに所属。

## 人物
- 名前のたくとの「と」は斗ではなく人
- 好きな食べ物は寿司。好きなおにぎりの具は辛子明太子。[2]
- 特技に東京ディズニーリゾートの案内があり、共演者と訪れることも多く公式Twitterや公式ブログ等に載せたりしている。好きが高じて江副貴紀とのLINELIVEでのコラボ配信でほとんどの時間を東京ディズニーリゾートの紹介にあてたこともある。
- もんじゃ焼きを作ることも特技の一つである。子供の頃は毎週末外でもんじゃを作って食べていたため、周りも毎週末もんじゃを食べていると思っていたことがある。[3]
- 休日の過ごし方はダンス、新大久保散策[4]
- 野球をやっていた。[5]
- スポーツテストで苦手な種目は「握力測定」「長座体前屈」[6]
- 好きな作品は『LA LA LAND』、『RENT』など[2]
- 歳の離れた姉がいる。幼少期には女の子の服を着せられていたこともあるとのこと。[5]
- 料理は得意。（公式ブログにて時々掲載）[7]
- 写真を撮ることも好きであり自室には自分で撮影した写真を飾っている。[5]
- K-POPも好きであり高校時代は大阪までBIGBANGのLIVEに行ったりしていた。[3]
- お笑いも好き

## エピソード
- 戦国炒飯TV～なんとなく歴史が学べる映像～で演じた魚住勝七は史実の少ない人物であったため（本能寺の変で討ち死した、という史実くらいしか残されていない）本番直前まで「しょうしち」か「かつしち」か決まっていなかったが話し合いの末「しょうしち」読みとなった、と語っている。[3]
- 魚住勝七の無骨なキャラクターは自ら考えたオリジナルとのこと。[3]
- うつけ坂49 第一話にてMC（かが家）にツッコミを入れられているシーンはアドリブとのこと。[3]

## 出演

### 舞台
2017年
- 蔵前オペラ『二代目はクリスチャン』（2017年4月23日 - 30日、Gフォース アトリエ）
- 『夏の夜の夢』（2017年7月23日 - 30日、Gフォース アトリエ）

2018年 - 2020年
- ミュージカル『テニスの王子様』3rdシーズン（2018年7月 - ） - 10代目 海堂薫 役
  - 全国大会　青学VS氷帝 （2018年7月12日 - 9月24日、TOKYO DOME CITY HALL 他）
  - TEAM Party SEIGAKU・HIGA（2018年10月17日 - 28日、AiiA 2.5 Theater Tokyo 他）
  - テニミュ文化祭2018（2018年11月23日 - 24日、池袋サンシャインシティ ワールドインポートマートビル4階 展示ホールA）
  - 青学vs四天宝寺（2018年12月20日 - 2019年2月17日、日本青年館ホール 他）
  - 全国大会 青学vs立海-前編-（2019年7月11日 - 9月29日、TOKYO DOME CITY HALL 他）
  - 秋の大運動会2019（2019年10月8日 - 9日、横浜アリーナ）
  - 全国大会 青学vs立海-後編-（2019年12月19日 - 2020年2月16日、日本青年館ホール 他）
  - Thank-you Festival 2020（2020年2月26日 - 2020年3月1日、カルッツかわさき ホール）
  - Dream Live 2020（2020年5月22日 - 24日、大阪城ホール / 5月29日 - 31日、ぴあアリーナMM）→コロナウイルス感染予防の為、全公演中止 

2020年
- 劇団SUTTHINEE 第9回公演『星降る学校』（2020年8月19日 - 23日、バルスタジオ） - 主演：田原 役 →コロナウイルス感染予防の為、全公演中止 

2021年
- ミュージカル「黒執事」〜寄宿学校の秘密〜（2021年3月5日 - 21日、天王洲 銀河劇場 / 3月25日 - 28日、メルパルク大阪 ホール / 4月1日 - 4日、梅田芸術劇場 シアター・ドラマシティ）- エドワード・ミッドフォード 役
- 劇団バルスキッチン 第14回公演『青春フルスロットル』（2021年5月26日 - 30日、CBGKシブゲキ!!） - 主演：斉藤明 役
- 舞台「モブサイコ100」激突!爪第7支部（2021年8月6日 - 15日、ヒューリックホール東京） - 星野武史 役
- 朗読劇『Astrologhias!〜mythos1〜』（2021年9月3日 - 5日、科学技術館 サイエンスホール） - サジタリアス 役
- 劇団バルスキッチン 第16回公演『歌舞伎町ビターナイト』（2021年9月29日 - 10月3日、バルスタジオ） - 主演：八木透 役
- 劇団バルスキッチン 第17回公演『歌舞伎町シュガーナイト』（2021年12月1日 - 5日、バルスタジオ） - 主演：八木透 役

2022年
- 舞台『群盗』（2022年2月24日 - 27日、富士見市民文化会館 キラリ☆ふじみ メインホール）- コジンスキー 役
- 朗読劇『Astrologhias!〜mythos2〜』（2022年5月6日 - 8日、科学技術館 サイエンスホール）- サジタリアス 役
- 舞台『弱虫ペダル』The Cadence！（2022年7月5日 - 18日、シアター1010 他） - 真波山岳 役
- 劇団バルスキッチン 第21回公演『ほぼほぼ心霊スポット』（2022年9月14日 - 19日、バルスタジオ） - 主演：水野新太 役
- PERSONA5 the Stage #4 FINAL（2022年10月20日 - 23日、KT Zepp Yokohama）- 三島由輝 役

2023年
- 舞台『穏やか貴族の休暇のすすめ。2 〜とある料理人の野望〜』（2023年1月18日 - 22日、シアター・アルファ東京） - 主演：リゼル 役
- 劇団バルスキッチン 第25回公演『どぎまぎメモリアル』〜まぎまぎブルーバージョン〜（2023年4月5日 - 9日、バルスタジオ） - 主演：野原拓郎 役
- 劇団バルスキッチン 第26回公演『夢ぼくろファンタジア』（2023年6月21日 - 25日、バルスタジオ） - 菅原裕也 役
- 劇団バルスキッチン 第29回公演『歌舞伎町ビターナイト』（2023年10月4日 - 9日、バルスタジオ） - 主演：八木透 役
- 劇団バルスキッチン 第30回公演『歌舞伎町シュガーナイト』（2023年11月1日 - 5日、バルスタジオ） - 主演：八木透 役
- Visual Reading Drama『ネット怪談×百物語』（2023年12月8日 - 10日、新宿村LIVE）
- NONE FACTORY 第一回本公演『メリークリスマス』（2023年12月21日、バルスタジオ） - 日替わりゲスト：サンタクロース 役

2024年
- 舞台『弱虫ペダル』THE DAY 2（2024年3月1日 - 10日、天王洲 銀河劇場） - 真波山岳 役
  - 舞台『弱虫ペダル』Over the sweat and tears（2024年8月31日 - 9月8日、シアターH）

- 劇団バルスキッチン 第34回公演『強くてコンティニュー』（2024年4月24日 - 28日、シアターグリーン BIG TREE THEATER） - 中嶋 役
- HITO-project『MASQUE』（2024年5月22日 - 26日、R'sアートコート）
- 劇団バルスキッチン 第35回公演『ほぼほぼ心霊スポット』（2024年7月10日 - 15日、バルスタジオ） - 主演：水野新太 役
- 真夜中のオカルト公務員 The STAGE（2024年10月9日 - 12日、渋谷区文化総合センター大和田 伝承ホール） - 姫塚セオ 役
- 劇団バルスキッチン 第38回公演『歌舞伎町シュガーナイト』（2024年11月20日 - 24日、バルスタジオ） - 主演：八木透 役
- 劇団バルスキッチン 第39回公演『歌舞伎町ホーリーナイト』（2024年12月18日 - 22日、バルスタジオ） - 主演：八木透 役

2025年
- 小谷嘉一プロデュース公演『悲しみに戯けたピエロ-マボロシの作詞家-』（2025年2月5日 - 9日、シアターグリーン BIG TREE THEATER） - 吉田透 役
- 劇団バルスキッチン 第40回公演『どぎまぎメモリアル』（2025年4月23日 - 29日、バルスタジオ） - 主演：野原拓郎 役
- 劇団バルスキッチン 第42回公演『七夕スターダスト』（2025年7月9日 - 13日、シアターグリーン BIG TREE THEATER） - 主演：天野一星 役
- 劇団バルスキッチン 第43回公演『商店街グランドリオン』（2025年9月3日 - 7日〈予定〉、あうるすぽっと） - 鉄平 役

### TV番組
2019年
- 人生が変わる1分間の深イイ話（2019年11月11日-日本テレビ）

2020年
- 戦国炒飯TV～なんとなく歴史が学べる映像～（2020年8月- TOKYO MX 他）
  - ミュージックトゥナイト-うつけ坂49-魚住勝七役（2020年8月1日・8日・15日・22日・29日・9月5日・12日・19日・26日・10月3日）

- ハンサムセンキョ-門司 徹 役（2020年10月7日-テレビ神奈川）

### 映像
2020年
- ミュージカル『テニスの王子様』3rdシーズン Dream Stream - 10代目 海堂薫 役（2020年11月15日）

### イベント
2017年
- フリーライブ（2017年1月8日、池袋サンシャインシティ 噴水広場）
- JBA『渋谷定期公演＠渋谷丸井』（2017年2月3日、渋谷丸井 屋上スペース）
- JBA『渋谷定期公演＠渋谷丸井』（2017年2月10日、渋谷丸井 屋上スペース）
- JBA『バースデーイベント』（2017年2月11日、スタジオキャナル・アンカー）
- JBA『バレンタインイベント』（2017年2月12日、Studio Lemon & Lime / Lime）
- JBA フリーライブイベント（2017年2月25日、エソラ池袋）
- JBA『渋谷定期公演＠渋谷丸井』（2017年2月25日、渋谷丸井）
- JBA フリーライブイベント（2017年2月26日、イオンモール水戸内原）
- JBA『渋谷定期公演＠渋谷丸井』（2017年3月3日、渋谷丸井）
- JBA『ホワイトデーイベント』（2017年3月5日、PASTIS六本木）
- 『JUNON Presents SPECIAL LIVE〜MEN'S UNIT DELiGHT〜』（2017年3月9日、赤坂BLITZ）
- 『LIVE is LIFE～Boys Loving FES～』（2017年3月14日、新木場スタジオコースト）
- 『渋谷定期公演＠渋谷丸井』（2017年3月17日、渋谷丸井）
- JBA『フリーライブイベント』（2017年3月19日、イオンモール太田）
- 『JOL FES』（2017年3月24日、渋谷O-EAST）
- 『3月生誕イベント』、『Imitation卒業式』（2017年3月26日、スタジオレモンライム・レモン）
- 『JOL定期公演 - 3月 春の定期公演 』（2017年3月29日、JOL原宿）
- 『Tokyo Candoll -BOYS-』（2017年4月18日、HOLIDAY SHINJUKU）
- 『Tokyo Candoll -BOYS-準決勝』（2017年5月2日、HOLIDAY SHINJUKU）
- 『JOL定期公演 -5月 春の定期公演-』（2017年5月9・10・17日、JOL原宿）
- JBA『フリーライブイベント』（2017年5月13日、イトーヨーカドー錦町店）
- JBA『5月生誕イベント』『ツアーファイナル直前決起集会』（2017年5月20日、Studio Le Royal）
- JBA『フリーライブイベント』（2017年5月21日、イオンモール浦和美園）
- 『Boys Neon LIVE！DX』（2017年5月31日、SHIBUYA TSUTAYA O-EAST）
- JBA『フリーライブイベント』（2017年6月3日、ユアエルム成田店）
- JBA『6月生誕イベント』（2017年6月10日、Studio Le Royal）
- JBA『フリーライブイベント』（2017年6月10日、イオンモール春日部）
- JBA『フリーライブイベント』（2017年6月17日、ベルモール宇都宮）
- 『JOL定期公演 -緊急発表特別公演-』（2017年6月17日、JOL原宿）
- JBA『フリーライブイベント』（2017年6月18日、イオンモール与野）
- JBA『フリーライブイベント』（2017年6月25日、名古屋近鉄パッセ）
- 『JOL定期公演 -6月 梅雨の定期公演-』（2017年6月21日・28日、JOL原宿）
- 『名古屋決起集会イベント』（2017年6月24日、STUDIO EMINIWAI HOME）
- 『JOL原宿1日（1時間）店長企画』（2017年7月21日、JOL原宿）
- 『男魁 -Boyran- 本公演』（2017年8月8日、Zepp Diver City）
- 『TBS赤坂サカス デリシャカス2017 ステージ』（2017年8月10日、赤坂サカス）
- JBA『フリーライブイベント』（2017年8月12日、イオンモール成田）
- JBA『8月生誕イベント』（2017年8月13日、GOBLIN.築地GALLERY&CAFE店）
- 『フジテレビ "お台場みんなの夢大陸2017" マイナビステージ』（2017年8月16日、お台場フジテレビ本社社屋前 マイナビステージ）
- JBA『JOL定期公演 -8月・夏の定期公演-』（2017年8月16日・23日、JOL原宿）
- 『音霊SEA STUDIO 2017』（2017年8月20日、三浦海岸）
- 『ジュノン・スーパーボーイ・アナザーズ “JUDGEMENT LIVE@Zepp ダイバーシティ東京”』（2017年8月28日、Zepp ダイバーシティ東京）
- 『Good Looking On Fes.2017～真夏の音楽祭り 2017～』（2017年8月29日、WWW X（渋谷））
- 『JOL定期公演 -8月・夏の定期公演-最終回SP』（2017年8月30日、JOL原宿）
- JBA『夏の縁日〜東京編2017』（2017年9月9日、GOBLIN.山下公園前 B-Space）
- 『Boy's Night Out！』（2017年9月12日、新宿BLAZE）
- 『LIVEisLIFE Special!〜公開収録～』（2017年9月22日、上野水上音楽堂）
- JBA『秋の縁日～大阪編2017』（2017年10月7日、STUDIO APRIL）
- JBA『10月生誕イベント』（2017年10月21日、池袋Gallery-O7／marble）
- 『JBAハロウィンParty 2017』（2017年10月28日、Le CAVE STUDIO）
- 『Good Looking On Fes. 〜Welcome To Halloween Party〜』（2017年10月29日、恵比寿ザ・ガーデンホール）
- 『SHIBUYAアルティメットハロウィン2017』（2017年10月31日、渋谷O-EAST）
- 『U's collection』（2017年11月11日、代々木MUSE(本館)）
- 『INFLUENCE OF YOUNG PEOPLE』（2017年11月14日、渋谷WWW）
- JBA『11月生誕イベント』（2017年11月19日、頂GOBLINスタジオ）
- JBA『結成2周年記念イベント』（2017年11月23日、表参道某所）
- 『第30回ジュノン・スーパーボーイ・コンテスト最終選考会』（2017年11月26日）
- 『JOL原宿・マンスリー定期公演 -11月-』（2017年11月29日、JOL原宿）
- 『JUNON presents MEN'S UNIT DELiGHT VOL.2』（2017年12月1日、新宿ReNY）
- 『JBA THEATER LIVE』（2017年12月2日、新大久保SHOWBOX）

2018年
- 『TOYOSU SeaSide Fes Next '18 ～WINTER～』（2018年1月27日、ららぽーと豊洲　シーサイドデッキメインステージ）
- 『新宿角座 "新定期演目"』（2018年1月26日、新宿角座）
- JBA『1月生誕イベント』（2018年1月28日、studio Slow自由が丘）
- 『チームカデット定期公演＠JOL原宿』（2018年1月31日、JOL原宿）
- 『新宿角座 "新定期演目"Vol.2』（2018年2月3日、新宿角座）
- 『JBA THEATER LIVE』”中島拓人プロデュース公演”（2018年2月11日、新大久保SHOWBOX）
- 『Good Looking On Fes.~Welcome to valentine party~』（2018年2月12日、恵比寿ザ・ガーデンホール）
- バレンタイン企画-期間限定カフェ（2018年2月14日・17日・23日・25日・28日、AKIHABARA CROSS TERRACE）
- 『チームカデット定期公演 Vol.2＠JOL原宿』（2018年2月28日、JOL原宿）
- 『JBA THEATER LIVE』"久保田幸貴プロデュース公演"（2018年3月9日、新大久保SHOWBOX）
- JBA『ホワイトデーイベント』（2018年3月14日、studio salon salon）
- 『JBアナザーズ Unexpected Live』（2018年3月17日、名古屋ReNY limited）
- 『3月生誕イベント』、『Imitation卒業式』（2018年3月21日、新宿角座）
- 『MENS MIMIC SHOWTIME～supported by CROKET MIMIC TOKYO～』（2018年3月24日、CROKET MIMIC TOKYO）
- 『チームカデット定期公演 Vol.3＠JOL原宿』（2018年3月26日、JOL新宿）
- JBA『緊急開催Live Vol.2"』（2018年3月31日、新宿アルタシアター）
- JBA『4月生誕イベント』、『ソロステージメドレーVol.2』（2018年4月15日、新宿角座）
- 『JBA THEATER LIVE』"黒田歩夢プロデュース公演"（2018年4月22日、新大久保SHOWBOX）
- 『横浜開港記念みなと祭 ヨコハマカワイイパーク J-POP CULTURE FESTIVAL 2018』（2018年5月4日、横浜山下公園 石のステージ）
- ミュージカル『テニスの王子様』3rdシーズン Dream Live 2018 （2018年5月20日、横浜アリーナ）-10代目海堂薫 役※お披露目としての出演
- 『許斐剛☆パーフェクトLIVE～一人オールテニプリフェスタ2018～』（2018年6月10日、パシフィコ横浜 国立大ホール）-ミュージカル『テニスの王子様』3rdシーズン 10代目 海堂薫 役
- JBA『CDリリース記念イベント』（2018年7月30日、新宿アルタ KeyStudio）
- 『「MUSIC CANON」TOKYO MX番組連動ライブ「MEN'S CANON」＃1』（2018年9月15日、MIMIC TOKYO）
- 『緊急開催ライブvol.3 "THE TEAM LIVE ll"』（2018年10月20日、新宿アルタKeyStudio）
- 『ACT in MUSIC』（2018年10月24日、新宿BLAZE）
- ジャンプフェスタ 2019（2018年12月22日、幕張メッセ 国際展示場）

2019年
- 『JBアナザーズSHOW＠原宿駅前ステージ』（2019年3月3日・9日・17日、原宿駅前ステージ）
- 『JBAフットサル大会 Vol.0』（2019年3月31日、フットサルポイント芝浦）
- 『JBA "SHOWBOX" LIVE』（2019年4月6日、新大久保SHOWBOX）
- JBA『緊急開催ライブ』（2019年4月13日、STAR CRANE）
- JBA『フリーライブイベント』（2019年4月14日、エンタバアキバ）
- 『JBA原宿LIVE＠JOL原宿』（2019年4月19日、JOL原宿）
- 『JBアナザーズSHOW＠原宿駅前ステージ vo.13』（2019年4月21日、原宿駅前ステージ）
- 『JBA "SHOWBOX LIVE Final"』（2019年4月28日、新大久保SHOWBOX）
- 『肉フェスTOKYO 2019』（2019年4月29日、お台場特設会場　お台場青海地区P区画）
- 『JBAフットサル大会 Vol.1』（2019年4月30日、フットサルポイント芝浦）
- 『JBアナザーズSHOW＠原宿駅前ステージ Vol.14』（2019年5月11日、原宿駅前ステージ）
- JBA『フリーライブイベント』（2019年5月12日、池袋ニコニコ本社）
- 『JBA原宿LIVE＠JOL原宿』（2019年5月5日、JOL原宿）
- ミュージカル『テニスの王子様』3rdシーズン 青学vs氷帝 Blu-ray&DVD 発売記念イベント（2019年5月16日-東京近郊）
- 『JBアナザーズSHOW＠原宿駅前ステージ vo.15』（2019年5月18日、原宿駅前ステージ）
- 『模擬"新番組"公開収録イベント』（2019年5月19日、プラネアール荻窪スタジオ）
- 『OTODAMA SEA STUDIO 2019』（2019年5月26日 第1部 出演、OTODAMA SEA STUDIO 2019）
- 『2019 Tour "Road to Major 'n Graduate"』（8月2日-9月2日、名古屋@ReNY limited 他 ）大阪、東京公演に出演
- ミュージカル『テニスの王子様』3rdシーズン 青学vs四天宝寺 Blu-ray&DVD 発売記念イベント（2019年8月25日-東京近郊）
- 『ALL JBA 2019 AUTUMN TOUR@渋谷O-EAST』（2019年10月16日、渋谷O-EAST）
- 『JBA AKIBA LIVE Vol.2』（2019年10月20日、ソフマップAKIBA4号店 アミューズメント館）
- 『JBAバスケットボール大会 Vol.2』（2019年10月22日、スポル品川大井町 ）
- 『JBAハロウィンイベント 2019』（2019年10月27日、studio Dix恵比寿）

2020年
- 『河野晴日 卒業ライブ』（2020年3月7日、渋谷タワーレコードB1 CUT UP STUDIO）
- 『2ndシングルリリース記念"JBA ポップアップショップ渋谷"』（2020年3月22・28日・30日・31日、MAGNET by SHIBUTYA 109 5階 エンタバシブヤ）→MAGNET by SHIBUYA109の全館営業休止に伴い、休止
- ミュージカル『テニスの王子様』3rdシーズン 全国大会 青学vs立海-前編- Blu-ray&DVD 発売記念イベント（2020年4月24日、大阪近郊）→コロナウイルス感染予防の為、中止
- 『前田隆太朗25th Birthday Event!!』（2020年8月30日、浜離宮朝日ホール 小ホール）第2部ゲスト

2021年
- ドラマ『ハンサムセンキョ』新光市民 感謝祭 2021～君の一票が歌声に変わる～（2021年2月6日・7日、関内ホール）
- 『戦国炒飯TV 武士ロックフェスティバル 2021 冬の陣』（2021年2月23日）

### 掲載記事
2017年
- ar WEB 男子はコッペパンがお好き【中島拓人とたまご編】（2017年5月9日）

2018年
- JUNON 8月号『まっすぐ、がむしゃら。』（2018年6月20日）
- ジャンプSQ. 8月号（2018年7月4日）

2019年
- WHAT's IN? tokyo 「竹ノ内大輔と中島拓人が明かす、ミュージカル『テニスの王子様』3rdシーズン 全国大会 青学（せいがく）vs 立海 前編での乾＆海堂の絆」（2019年9月19日）

2020年
- 読売中高生新聞 第285号（2020年5月1日）
- JUNON 9月号 『JBアナザーズ 中島拓人の青春回顧録♡』（2020年7月20日）
- JUNON 11月号『中島拓人×前嶋曜×杉山真宏（JBアナザーズ）夜デート』（2020年9月23日）

### 配信
- LINE LIVE[52]
  1. 中島拓人（JBアナザーズ）ライブ（2020年5月8日）
  2. 中島拓人（JBアナザーズ）ライブ（2020年5月11日）
  3. 中島拓人（JBアナザーズ）ライブ（2020年5月19日）
  4. 中島拓人（JBアナザーズ）ライブ（2020年5月26日）
  5. 中島拓人（JBアナザーズ）ライブ（2020年6月1日）
  6. 中島拓人（JBアナザーズ）ライブ（2020年6月4日）
  7. 中島拓人（JBアナザーズ）ライブ（2020年6月10日）
  8. 中島拓人（JBアナザーズ）ライブ（2020年6月15日）
  9. 中島拓人（JBアナザーズ）ライブ（2020年6月24日）
  10. 中島拓人（JBアナザーズ）ライブ（2020年7月2日）
  11. 中島拓人（JBアナザーズ）ライブ（2020年7月13日）
  12. 中島拓人（JBアナザーズ）ライブ（2020年7月25日）
  13. 中島拓人（JBアナザーズ）ライブ（2020年8月8日）
  14. 中島拓人（JBアナザーズ）ライブ（2020年9月7日）
  15. 中島拓人（JBアナザーズ）ライブ（2020年9月18日）
  16. 中島拓人（JBアナザーズ）ライブ（2020年11月1日）
  17. 中島拓人（JBアナザーズ）ライブ（2020年12月17日）
- 『稲垣成弥の他力本願』（2020年9月21日）